# Odin By Farstad
Odin By Farstad (2 december 1997, Malvik) is een voormalig Noors langebaanschaatser met een specialisatie voor de korte afstanden. Hij is de oudere broer van schaatsster Ane By Farstad.

## Persoonlijke records
| Afstand    | Tijd    | Datum            | Baan           |
| ---------- | ------- | ---------------- | -------------- |
| 500 meter  | 35,27   | 7 februari 2020  | Calgary        |
| 1000 meter | 1.08,60 | 15 februari 2020 | Salt Lake City |
| 1500 meter | 1.47,04 | 10 oktober 2021  | Inzell         |
| 3000 meter | 3.47,72 | 3 oktober 2020   | Stavanger      |

## Resultaten
| Jaar | EK Sprint               | WK Sprint                | WK Afstanden           |
| ---- | ----------------------- | ------------------------ | ---------------------- |
| 2020 |                         | 21e (24e, 19e, 24e, 16e) | 22e 1000m · teamsprint |
| 2021 | DQ (DQ, 10e, 15e, -)    |                          | 24e 500m 12e 1000m     |
|      |                         |                          |                        |
| 2023 | 13e (13e, 13e, 14e, 9e) |                          |                        |

(#, #, #, #) = afstandspositie op sprinttoernooi (500m, 1000m, 500m, 1000m).